# Изабела Баварска (1863 – 1924)
Изабела Мария Луиза Амалия Елвира Бланка Елеонора Баварска (на немски: Isabella Maria Luise Amalie Elvira Blanka Eleonora Prinzessin von Bayern; Marie Elisabeth Luise Amalie Elvire Blanche Eleonore Prinzessin von Bayern; * 31 август 1863, Нимфенбург; † 26 февруари 1924, Рим) от династията на Вителсбахите, е принцеса на Бавария и чрез женитба принцеса на Савойската династия и 2. херцогиня на Генуа (1883 – 1924).

## Живот
Тя е голямата дъщеря на принц Адалберт Баварски (1828 – 1875), ерц-принц на Гърция, и съпругата му Амалия дел Пилар (1834 – 1905), инфанта на Испания, дъщеря на херцог Франциско де Паула де Борбон, херцог на Кадиц (1794 – 1865), и принцеса Луиза Карлота от Неапол-Сицилия-Двете Сицилии (1804 – 1844). Внучка е на баварския крал Лудвиг I и принцеса Тереза от Саксония-Хилдбургхаузен. Баща ѝ е брат на крал Максимилиан II Йозеф, на крал Ото I от Гърция и на принцрегент Луитполд.
Изабела Баварска се омъжва на 14 април 1885 г. в Нимфенбург за принц Томас Савойски, 2. херцог на Генуа (* 6 февруари 1854, Торино; † 15 април 1931, Торино), син на принц Фердинанд Савойски (1822 – 1855), първият херцог на Генуа, и съпругата му принцеса Елизабет Саксонска (1830 – 1912). Той е брат на Маргерита (1851 – 1926), омъжена 1868 г. за Умберто I (1844 – 1900), крал на Италия.
Изабела Баварска умира на 26 февруари 1924 г. на 60 години в Рим, Италия, от пневмония. Погребана е в базиликата Суперга в Торино.

## Потомство
Изабела Баварска и Томас Савойски-Генуезки имат четирима сина и две дъщери:
- Фердинанд Савойски-Генуезки (* 21 април 1884, Торино; † 24 юни 1963, Бордигера), 3-ти херцог на Генуа, адмирал, ∞ 28 февруари 1938 за Мария Луиза Алиага Гандолфи (* 22 октомври 1899; † 19 юли 1986)
- Филиберт Савойски-Генуезки (* 10 март 1895, Торино; † 7 септември 1990, Лузана), 4-ти херцог на Генуа, генерал-майор, ∞ в Торино 30 април 1928 за принцеса Лидия фон Аренберг (* 1 април 1905; † 23 юли 1977)
- Бона Маргарита Савойска-Генуезка (* 1 август 1896; † 2 февруари 1971, Рим), ∞ 8 януари 1921 за принц Конрад Баварски (* 22 ноември 1883; † 6 септември 1969), син на Леополд Баварски и ерцхерцогиня Гизела Австрийска
- Адалберт Савойски-Генуезки (* 19 март 1898, Торино; † 12 декември 1982, Торино), херцог на Бергамо (22 септември 1904), генерал-майор
- Аделахайд Савойска-Генуезка (* 25 април 1904, Торино; † 8 февруари 1979, Рим), чрез брак принцеса на Арсоли, херцогиня на Антиколи Корадо;  ∞ в Сан Росоре до Пиза 15 юли 1935 за Дон Леоне Масимо (* 25 януари 1896; † 4 май 1979)
- Евгений Савойски-Генуезки (* 13 март 1906, Торино; † 8 декември 1996, Сао Пауло), херцог на Анкона (31 юни 1906), 5-ти херцог на Генуа, адмирал, женен в дворец Нимфенбург на 29 октомври 1938 г. за принцеса Лучия Бурбонска-Двете Сицилии (* 9 юли 1908, Нимфенбург; † 3 ноември 2001, Сао Пауло)

## Галерия
- Изабела Баварска
- Виенски музей[7]